# Alan Rachins
Alan Leonard Rachins (Cambridge, 3 ottobre 1942 – Los Angeles, 2 novembre 2024) è stato un attore statunitense.

## Biografia
Nato a Cambridge, nel Massachusetts, il 3 ottobre 1942, si trasferì in seguito a New York per studiare recitazione. Nel 1978 sposò Joanna Frank, con la quale ebbe un figlio, Robert.
Raggiunse la notorietà soprattutto per il ruolo di Douglas Brackman nella serie L.A. Law - Avvocati a Los Angeles (1986-1994), e per quello di Larry Finkelstein all'interno di Dharma & Greg (1997 - 2002).
Fu un membro del Mensa.

## Filmografia parziale

### Attore

#### Cinema
- Viaggiatore nel tempo (Time Walker), regia di Tom Kennedy (1982)
- Un fantasma per amico (Heart Condition), regia di James D. Parriott (1990)
- Showgirls, regia di Paul Verhoeven (1995)
- Piacere, Wally Sparks (Meet Wally Sparks), regia di Peter Baldwin (1997)
- Any Day Now, regia di Travis Fine (2012)
- Commencement, regia di Steve Albrezzi (2012)
- 30 Nights, regia di Tom Metz III (2018)
- Angels on Tap, regia di Trudy Sargent (2018)
- Momentum, regia di Jeremy Vineyard (2018)

#### Televisione
- Processo alla paura (Fear on Trial), regia di Lamont Johnson – film TV (1975)
- Time Out (The White Shadow) – serie TV, episodio 1x03 (1978)
- Barnaby Jones – serie TV, episodio 7x21 (1979)
- L.A. Law - Avvocati a Los Angeles (L.A. Law) – serie TV, 171 episodi (1986-1994)
- Dharma & Greg – serie TV, 119 episodi (1997-2002)
- CSI - Scena del crimine (CSI: Crime Scene Investigation) – serie TV, episodio 6x03 (2005)
- Rizzoli & Isles – serie TV, 6 episodi (2011-2013)
- The Crazy Ones – serie TV, episodio 1x06 (2013)
- Mom – serie TV, episodio 2x10 (2015)
- General Hospital – soap opera, 5 puntate (2016-2018)
- The Middle – serie TV, episodio 8x20 (2017)
- Grey's Anatomy – serie TV, episodio 15x08 (2018)
- Young Sheldon – serie TV, episodio 4x13 (2021)
- NCIS - Unità anticrimine (NCIS) – serie TV, episodio 20x15 (2023)

### Doppiatore
- American Dad! - serie TV, episodio 7x17 (2012)

## Doppiatori italiani
Nelle versioni in italiano delle opere in cui ha recitato, Alan Rachins è stato doppiato da:
- Giuliano Santi in L.A. Law - Avvocati a Los Angeles
- Sandro Sardone in Un fantasma per amico
- Carlo Sabatini in Showgirls
- Carlo Valli in Dharma & Greg
- Sandro Iovino in CSI - Scena del crimine
- Giovanni Petrucci in Any Day Now
- Pieraldo Ferrante in The Middle
- Angelo Nicotra in Grey's Anatomy
- Renato Cortesi in NCIS - Unità anticrimine